# 小江站 (中國)
小江站位于江西省赣州市信丰县，是京九铁路的一座火车站，等级为五等站，曾经是四等站，距北京西站1968公里，距常平站347公里，本站及相邻上下行区间均为电气化区段。车站建于1996年，现只办理货运，不办理客运业务。